# Цевліно
Цевліно (пол. Cewlino, нім. Zewelin) — село в Польщі, у гміні Маново Кошалінського повіту Західнопоморського воєводства.
Населення — 341 особа (2011).
У 1975-1998 роках село належало до Кошалінського воєводства.

## Демографія
Демографічна структура станом на 31 березня 2011 року:
|          | Загалом | Допрацездатний вік | Працездатний вік | Постпрацездатний вік |
| -------- | ------- | ------------------ | ---------------- | -------------------- |
| Чоловіки | 173     | 40                 | 121              | 12                   |
| Жінки    | 168     | 38                 | 99               | 31                   |
| Разом    | 341     | 78                 | 220              | 43                   |